# Ekkryplus
Ekkryplus (Pseudopsocus fusciceps) är en insektsart som först beskrevs av Reuter 1893.  Ekkryplus ingår i släktet Pseudopsocus, och familjen fransgaffelstövsländor. Arten är reproducerande i Sverige.